# Адзума Кійохіко
Адзума Кійохіко (яп. あ ず ま き よ ひ こ, Azuma Kiyohiko, нар. 27 травня 1968, Такасаґо, префектура Хіого, Японія) — японський манґака. З 1999 по 2002 рік за його авторством виходила комедійна манґа Azumanga Daioh, яка пізніше була адаптована в однойменний аніме-серіал студією J.C.Staff. З 2003 року працює над манґою Yotsuba&! про повсякденне життя п'ятирічної дівчинки та її батька. Манґа видається у щомісячному журналі Dengeki Daioh.
Манґа та аніме Azumanga Daioh отримали визнання за гумор, натхненний ексцентричними персонажами, а Адзуму визнали «майстром чотирипанельної форми» (йонкома) як за його художній стиль, так і за вміння правильно роставляти комічні моменти. Yotsuba&! отримала широке визнання критиків та читачів завдяки художньому таланту Адзуми, його історій, а також створенню та розвитку головного персонажа. Манґа отримала численні нагороди та номінації.

## Список робіт

### Манґа
- Wallaby (わらびー), 1998—2000
- Azumanga Daioh, 1999—2002
- Try! Try! Try!, 2001 — 16 сторінковий ван-шот, на основі якого було створено манґу Yotsuba&![12]
- Yotsuba&!, з 2003—донині

### Антології
- Azumanga Recycle, 2001
- Azumanga 2, 2001 — не має відношення до серії Azumanga Daioh

### Дизайн персонажів
- Magical Play, 2001—2002 — ONA
- Nyanbo!, 2016—2017 — комедійний аніме серіал, спіноф манґи Yotsuba&!